# リアル郡 (テキサス州)
リアル郡（リアルぐん、英: Real County）は、アメリカ合衆国テキサス州の中央部西、エドワーズ高原に位置する郡である。2010年国勢調査での人口は3,309人であり、2000年の3,047人から8.6%増加した。郡庁所在地はリーキー市（人口425人）であり、同郡で人口最大の都市はキャンプウッド（人口706人である。リアル郡は1913年に設立され、郡名はテキサス州上院議員を務めたジュリアス・リアルに因んで名付けられた。
アルトフリオのバプテスト宿営地が、郡内リーキー市南東の孤立した地域にある。

## 年譜

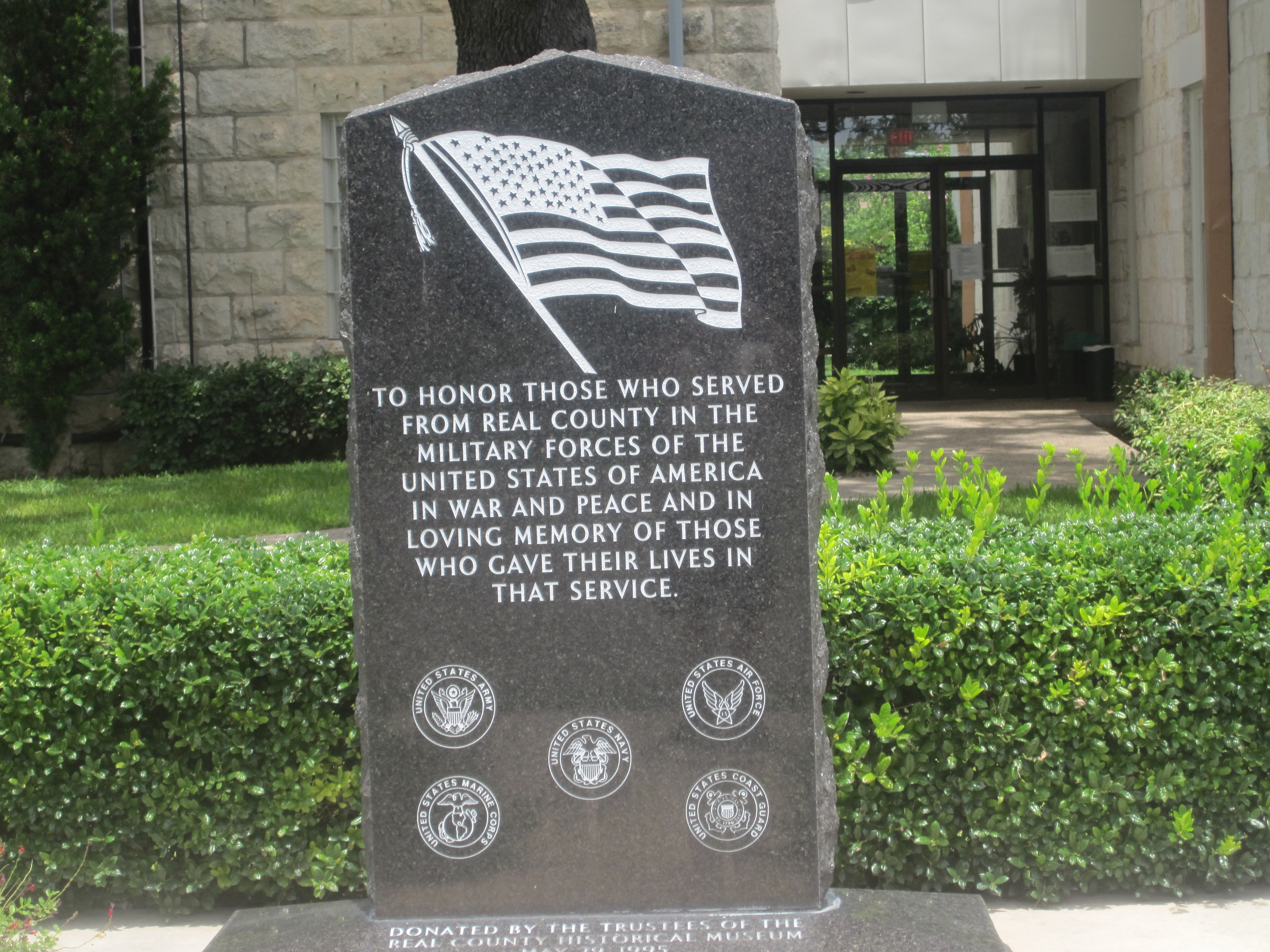
リアル郡庁舎前の退役兵記念碑

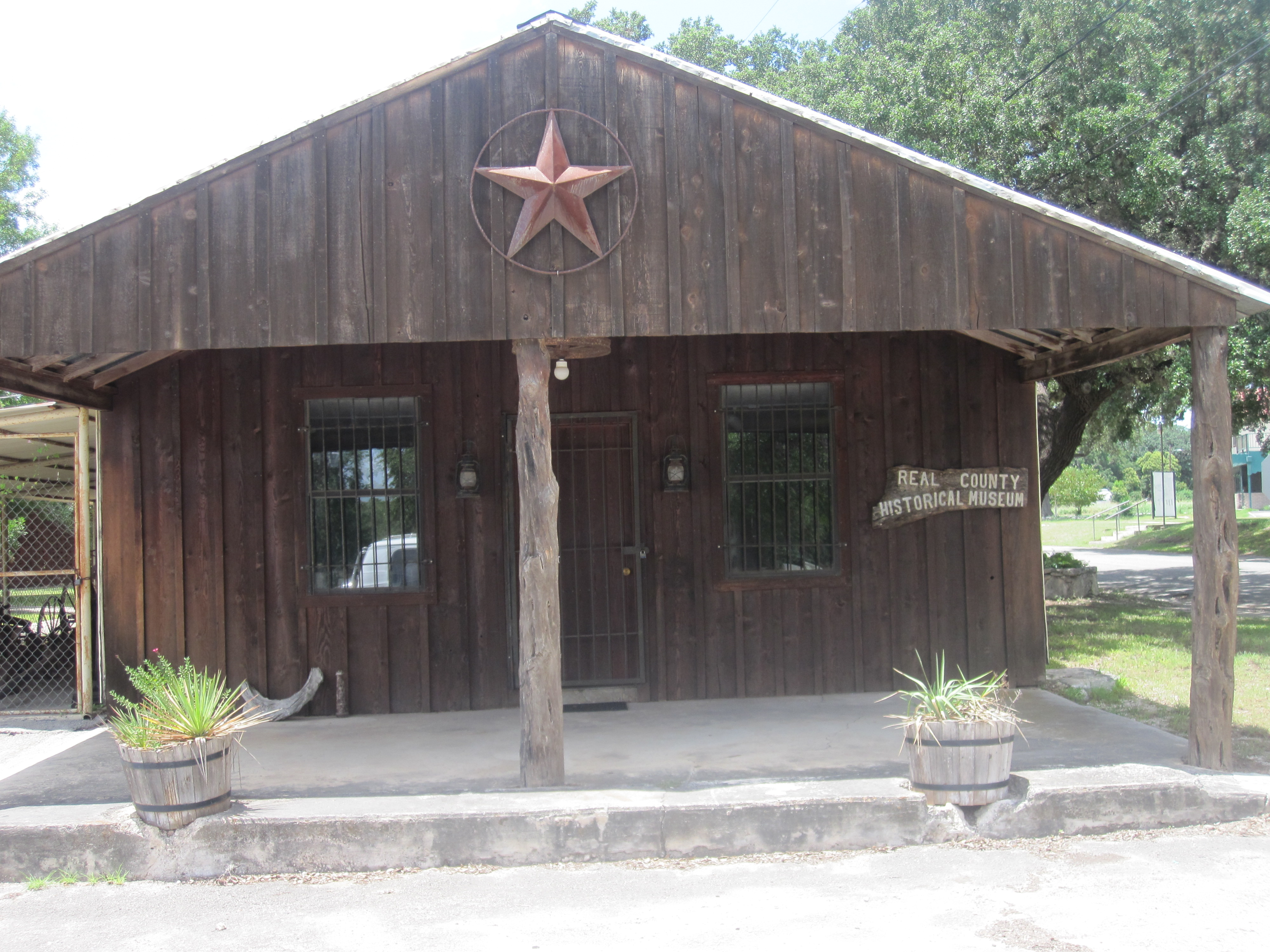
リアル郡歴史博物館、田舎風の建物に入っている

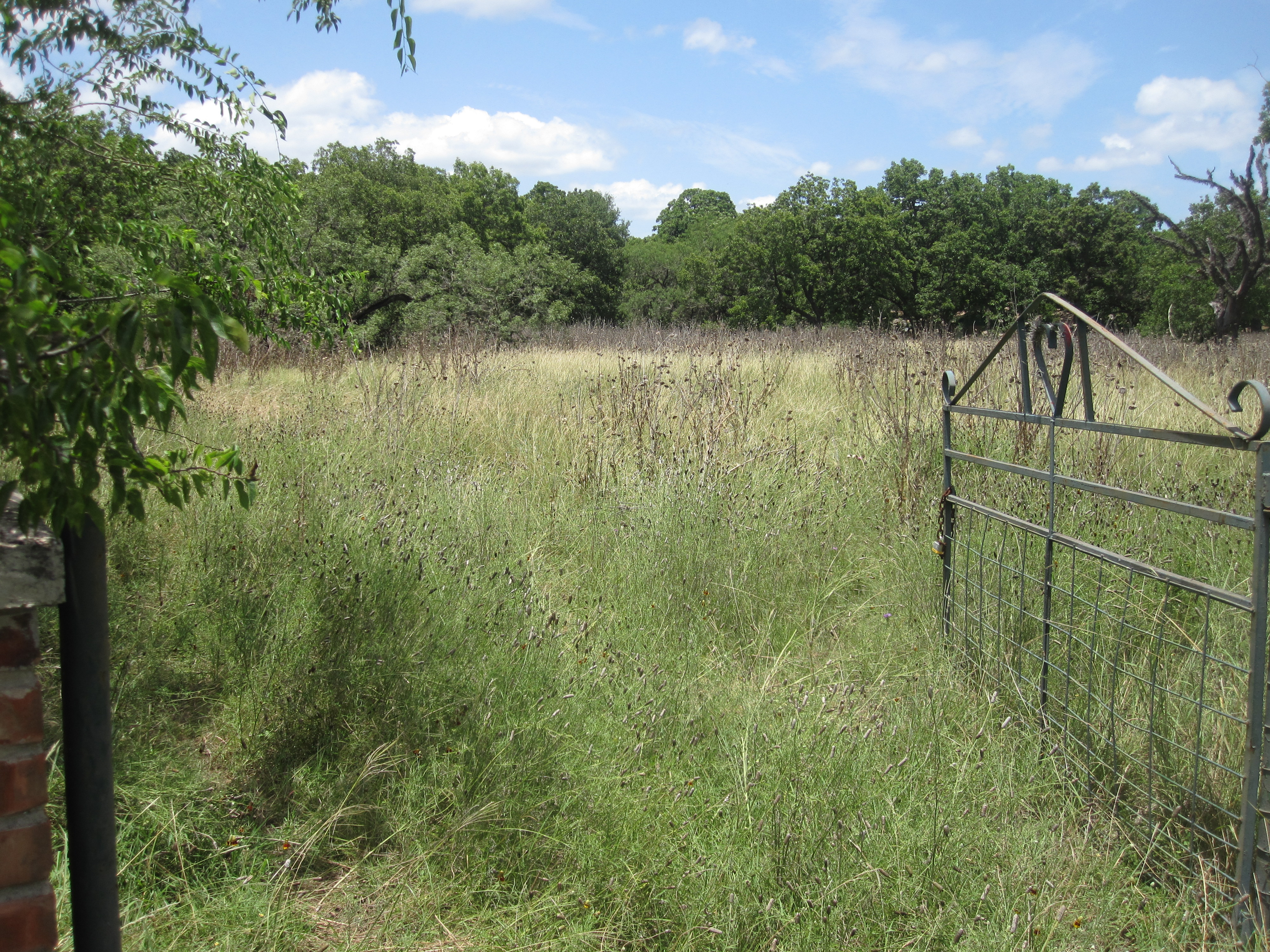
郡内草原のOpen gate

- 紀元前5000年-紀元後600年、リアル郡となった地域の最初の住人はパレオ・インディアンだった。その後はトンカワ族、リパン・アパッチ族、コマンチ族などが住んでいた[4]
- 1762年-1771年、リパン・アパッチ族酋長エル・グラン・カベソンが、コマンチ族からの保護を求め、フランシスコ派聖職者やスペイン軍人を説得し、ニュエセス川沿いにサンロレンソ・デ・ラ・サンタクルス伝導所を設立した。この伝導所は1771年に放棄された[5]
- 1856年、ジョン・リーキーとナンシー・リーキーがフリオ峡谷に入植した[6]
- 1857年、ニュエセス川沿い、元のサンロレンソ伝導所があった近くに、最初のキャンプウッドが設立された[7]
- 1864年、リパン・アパッチ族がサンロレンソ伝導所の廃墟でジョージ・シュワンダーの家族を攻撃した[8]
- 1868年、セオフィラス・ワトキンス、F・スミス、ニューマン・パターソンが、フリオ川から重力式灌漑運河を建設し、その運用は1世紀続いた[9][10]
- 1879年、インディアンがハーフムーン・プレーリーで、ニック・コールソンの妻ジェニーと2人の子供を襲い、殺した[4]
- 1881年、リパン・アパッチ族がフリオ峡谷のバザードルーストでマクローレンの家屋を襲った。テキサス州南西部では最後のインディアンによる襲撃だった[11]
- 1910年、郡内の農業耕作が衰退し、牧畜業特にアンゴラ山羊の飼育が盛んになった[4]
- 1913年、テキサス州議会が、エドワーズ郡、バンデラ郡、カー郡の一部を合わせてリアル郡を設立した。リーキーが郡庁所在地になったT[4]
- 1920年、キャンプウッドの町が設立され、スギ材を運ぶ鉄道の拠点になった[12]
- 1924年、チャールズ・リンドバーグが郡内に着地した[13][14]
- 1948年、農道337号線が完成した[4][15]

## 地理
アメリカ合衆国国勢調査局に拠れば、郡域全面積は700平方マイル (1,813 km2)であり、このうち陸地700平方マイル (1,813 km2)、水域は0平方マイル (0 km2)で水域率は0.02%である。

### 主要高規格道路
- アメリカ国道83号線
- テキサス州道41号線
- テキサス州道55号線
- 牧場市場直結道路337号線

### 隣接する郡
- エドワーズ郡 - 北、西
- カー郡 - 北東
- バンデラ郡 - 東
- ウバルデ郡 - 南

## 人口動態
以下は2000年の国勢調査による人口統計データである。
| 基礎データ - 人口: 3,047人 - 世帯数: 1,245 世帯 - 家族数: 869 家族 - 人口密度: 2人/km2（4人/mi2） - 住居数: 2,007軒 - 住居密度: 1軒/km2（3軒/mi2） 人種別人口構成 - 白人: 91.40% - アフリカン・アメリカン: 0.20% - ネイティブ・アメリカン: 0.62% - アジア人: 0.20% - 太平洋諸島系: 0.03% - その他の人種: 6.01% - 混血: 1.54% - ヒスパニック・ラテン系: 22.58% 年齢別人口構成 - 18歳未満: 23.4% - 18-24歳: 5.4% - 25-44歳: 21.5% - 45-64歳: 28.8% - 65歳以上: 20.8% - 年齢の中央値: 45歳 - 性比（女性100人あたり男性の人口） - 総人口: 97.9 - 18歳以上: 95.7 | 世帯と家族（対世帯数） - 18歳未満の子供がいる: 26.5% - 結婚・同居している夫婦: 58.4% - 未婚・離婚・死別女性が世帯主: 7.5% - 非家族世帯: 30.2% - 単身世帯: 28.2% - 65歳以上の老人1人暮らし: 14.8% - 平均構成人数 - 世帯: 2.38人 - 家族: 2.88人 収入と家計 - 収入の中央値 - 世帯: 25,118米ドル - 家族: 29,839米ドル - 性別 - 男性: 21,076米ドル - 女性: 18,352米ドル - 人口1人あたり収入: 14,321米ドル - 貧困線以下 - 対人口: 21.2% - 対家族数: 17.4% - 18歳未満: 30.6% - 65歳以上: 15.0% |

## 都市と町
- キャンプウッド — 都市
- リーキー — 都市 - 郡庁所在地
- リオフリオ、未編入の町